# Operación Estrella Polar
La Operación Estrella Polar (en ruso: Операция Полярная звезда, romanizado: Operatsia Polyarnaya Zvezda) fue una serie de operaciones ofensivas de las tropas soviéticas del Frente del Noroeste, el «Grupo Especial» del coronel general Mijaíl Jozin, los Frentes de Leningrado y Vóljov durante la Segunda Guerra Mundial (febrero-abril de 1943). Las acciones de las tropas soviéticas de los tres frentes y el Grupo Especial estaban unidas por un ambicioso plan estratégico para rodear y derrotar por completo al Grupo de Ejércitos Norte alemán, liberar la región de Leningrado y crear los requisitos previos necesarios para posteriormente desarrollar una ofensiva exitosa en las repúblicas bálticas. La operación terminó en fracaso: no se logró ninguno de los objetivos previstos.

## Operaciones de las tropas soviéticas durante la ofensiva Estrella Polar
Como parte de la ofensiva «Estrella Polar» de 1943, se llevaron a cabo las siguientes operaciones:
Operaciones del Frente del Noroeste:
- Operación ofensiva de Demiansk (15 al 28 de febrero).
- Operación ofensiva de Stáraya Rusa (4 al 19 de marzo).

Operaciones de los frentes de Leningrado y del Vóljov:
- La ofensiva de los ejércitos 55.ª, 54.º, 2.º de choque y 67.º (del 10 al 27 de febrero).
- La ofensiva de los ejércitos 55.º y 8.º (19 de marzo al 2 de abril).
- Ofensiva del 52.º Ejército (14 al 27 de marzo).

## Concepto de la operación
A fines de 1942, después de la exitosa ofensiva de las tropas soviéticas en Stalingrado (véase operación Urano), la iniciativa estratégica pasó al Ejército Rojo. Como resultado, el alto mando soviético delineó una serie de operaciones ofensivas importantes, incluso en la dirección noroeste. El 8 de diciembre de 1942, a las tropas de los frentes de Leningrado y Vóljov se les asignó la tarea de romper el Sitio de Leningrado (según el plan previamente aprobado para la Operación Chispa) y, en caso de éxito inicial, continuar la ofensiva, liberar el ferrocarril de Kírov y asegurar una conexión ferroviaria sólida entre Leningrado y el resto del país. El mismo día, las tropas del Frente del Noroeste recibieron la orden de rodear por completo y luego eliminar las tropas alemanas que luchaban en el saliente de Demiansk.
Las condiciones climáticas no permitieron lanzar una ofensiva cerca de Leningrado el 1 de enero de 1943, como se planeó originalmente, y la Operación Chispa comenzó solo el 12 de enero. En ese momento, las tropas del Frente del Noroeste, después de lanzar una ofensiva a fines de diciembre, no habían logrado resultados significativos. El 14 de enero de 1943, el comandante del Frente Noroeste, el mariscal Semión Timoshenko, presentó al Cuartel General del Alto Mando Supremo (Stavka) un informe tituladoː «Plan de operación para completar el cerco y derrota de la agrupación de Demiansk del enemigo». El informe decía que las tropas alemanas que defendían el llamado «corredor Ramushevsky» estaban agotadas por los combates, había sufrido grandes pérdidas (hasta 20.000 soldados) y se habían visto obligadas a redistribuir constantemente unidades de otros sectores del frente para evitar un cerco completo del grupo Demyan, pero continuaron defendiendo obstinadamente sus posiciones. Partiendo de esto, Semión Timoshenko propuso llevar a cabo una operación para interceptar el «corredor Ramushevsky» por las fuerzas del Frente del Noroeste y, al mismo tiempo, privar al ejército alemán de la oportunidad de maniobrar con reservas, para llevar a cabo una operación para eliminar la agrupación de Demiansk alemana.
Teniendo en cuenta el avance del sitio de Leningrado el 18 de enero y discutiendo la situación en la dirección noroeste con los comandantes de los frentes de Leningrado y Vóljov Leonid Góvorov y Kiril Meretskov, el Cuartel General del Comando Supremo (Stavka) decidió ampliar la escala de la próxima ofensiva.
El objetivo final de la operación a gran escala, con el nombre en código «Estrella Polar», era derrotar al Grupo de Ejércitos Norte alemán y la liberación completa del óblast de Leningrado. Al Frente del Noroeste y al grupo especial del coronel general Mijaíl Jozin, especialmente creado el 30 de enero, se les asignó el papel principal en la próxima operación, y a las tropas de los frentes de Leningrado y Vóljov se les asignó un papel auxiliar. Al mariscal Zhúkov, designado representante del Cuartel General del Mando Supremo en el Frente Noroeste, se le encomendó la coordinación de las acciones de las tropas de los tres frentes y del «Grupo Especial». Además, a principios de febrero, el mariscal jefe de artillería Nikolái Vóronov y el mariscal del aire Aleksandr Nóvikov, que habían combatido recientemente en la Batalla de Stalingrado, llegaron al Frente del Noroeste con la tarea de coordinar las acciones de artillería y aviación, respectivamente, en la próxima operación.
A finales de enero, la ofensiva soviética cerca de Leningrado se había estancado. Por esta razón, el 1 de febrero, el Cuartel General del Mando Supremo ordenó ataques adicionales desde los flancos con las fuerzas del 55.° Ejército del Frente de Leningrado y el 54° Ejército del Frente del Vóljov, mientras que el 67.° Ejército y el 2.° Ejército de Choque continuarían la ofensiva. Como resultado, se planeó derrotar a las tropas alemanas desplegadas en la zona de Mga-Siniávino y alcanzar la línea Ulyanovka-Tosno-Liubán (ferrocarril y carretera Leningrado-Moscú). Desde esta línea, las tropas de los dos frentes debían atacar en dirección a Luga para unirse a las tropas del Frente del Noroeste. El comando soviético esperaba que una nueva etapa de la ofensiva cerca de Leningrado, que estaba previsto que comenzara el 8 de febrero, obligaría al comando del Grupo de Ejércitos Norte a transferir refuerzos adicionales allí, incluso de la región de Demiansk.
Aproximadamente una semana después, aprovechando el efecto de distracción, las tropas del Frente del Noroeste pasaron a la ofensiva. En la primera etapa, las tropas del frente tenían la misma tarea: cortar el «corredor Ramushevsky» y eliminar las fuerzas alemanas situadas en el área de Demiansk, donde se concentraban las fuerzas principales del 16.º Ejército alemán. Se suponía que la eliminación de esta agrupación facilitaría la tarea de romper el frente alemán y entrar en este avance para desarrollar el éxito de las formaciones móviles del «Grupo Especial» —el nuevo nivel intermedio entre el ejército y el frente— del coronel general Mijaíl Jozin (1.er Ejército de tanques, 68.º Ejército y el grupo de reserva). 

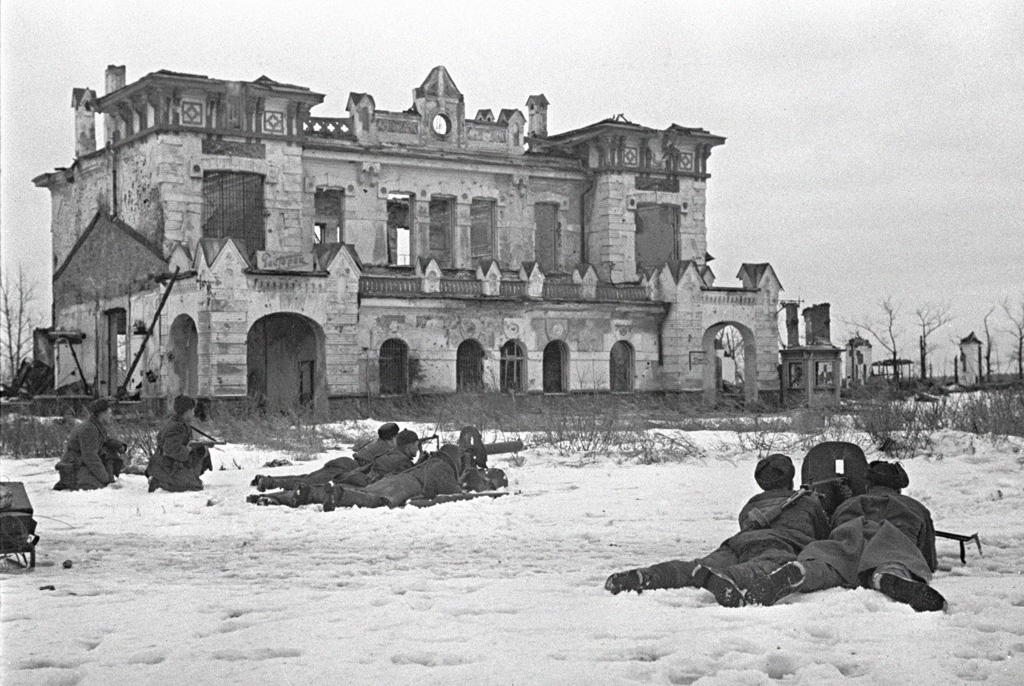
Soldados soviéticos combaten en las afueras de Leningrado

Además, se planeó realizar una serie de operaciones paracaidistas para capturar cruces ferroviarios y asentamientos clave, para lo cual se incluyeron cinco divisiones aerotransportadas de la guardia en el 68.º Ejército. Así, las tropas del «Grupo Especial», que avanzaban en dirección a Luga, Strug Krasnykh, Pórjov y Dna, tenían que cortar las comunicaciones del Grupo de Ejércitos Norte y evitar que las unidades alemanas se acercaran en ayuda de las agrupaciones Demiansk y Leningrado-Vóljov. Si tenía éxito, la ofensiva continuaría en las direcciones de Pskov y Narva. Entonces, se suponía que las fuerzas conjuntas de esos frentes «rodearían y destruirían las agrupaciones enemigas de Vóljov y Leningrado».
Sin embargo, el plan de operación tenía importantes inconvenientes: la necesidad de realizar grandes reagrupamientos de tropas en el menor tiempo posible y en secreto del enemigo, la posibilidad de un uso efectivo de los tanques en terrenos boscosos y pantanosos solo con buen tiempo, la necesidad de crear enormes reservas de combustible, munición, alimentos y otros suministros. Además, la defensa alemana alrededor de la cabeza de puente de Demiansk estaba bien preparada en términos de ingeniería. La defensa del «corredor Ramushevsky» era especialmente poderosa. La densidad de las minas alcanzó las 1200-1500 minas por kilómetro, cada 300-350 metros había búnkeres.

En Demiansk, fue necesario repetir, sin embargo, en una escala más modesta, lo que se había llevado a cabo recientemente en las orillas del Volga. Pero incluso entonces, algo me confundió: el plan de operación se desarrolló sin tener en cuenta la naturaleza del terreno, la red de carreteras muy poco importante y, lo que es más importante, sin tener en cuenta el deshielo primaveral que se aproxima... Cuanto más profundizaba en los detalles del plan, más me convencía de la validez del dicho: “Fue suave en el papel, pero olvídate de los barrancos y camina sobre ellos ". Fue difícil elegir una dirección más infructuosa para el uso de artillería, tanques y otros equipos militares que la que se describía en el plan.
 Mariscal de artillería Nikolái Vóronov.

## Orden de batalla

### Ejército Rojo

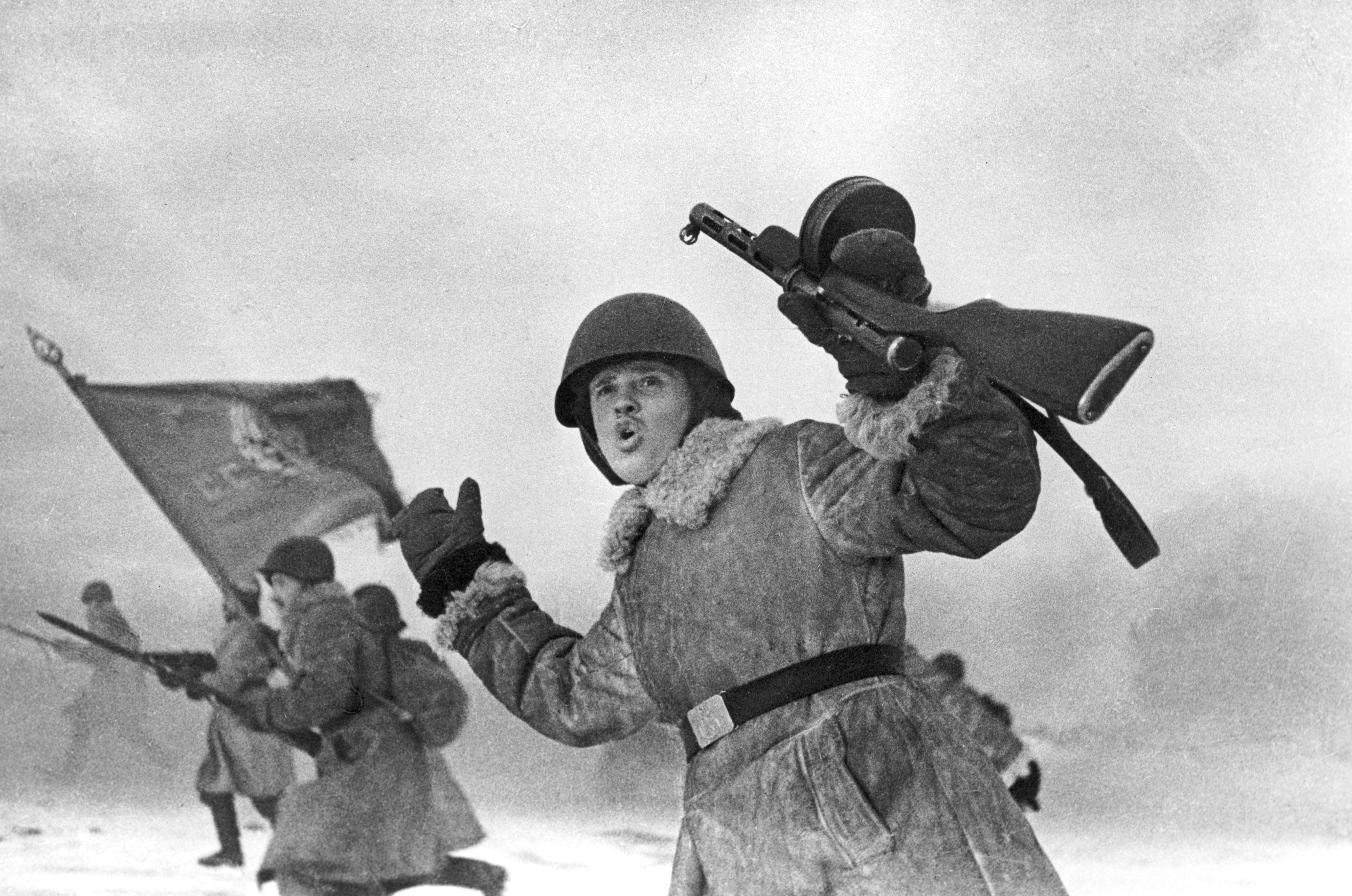
Un oficial soviético guía a sus soldados en un ataque en el Frente de Leningrado en 1943

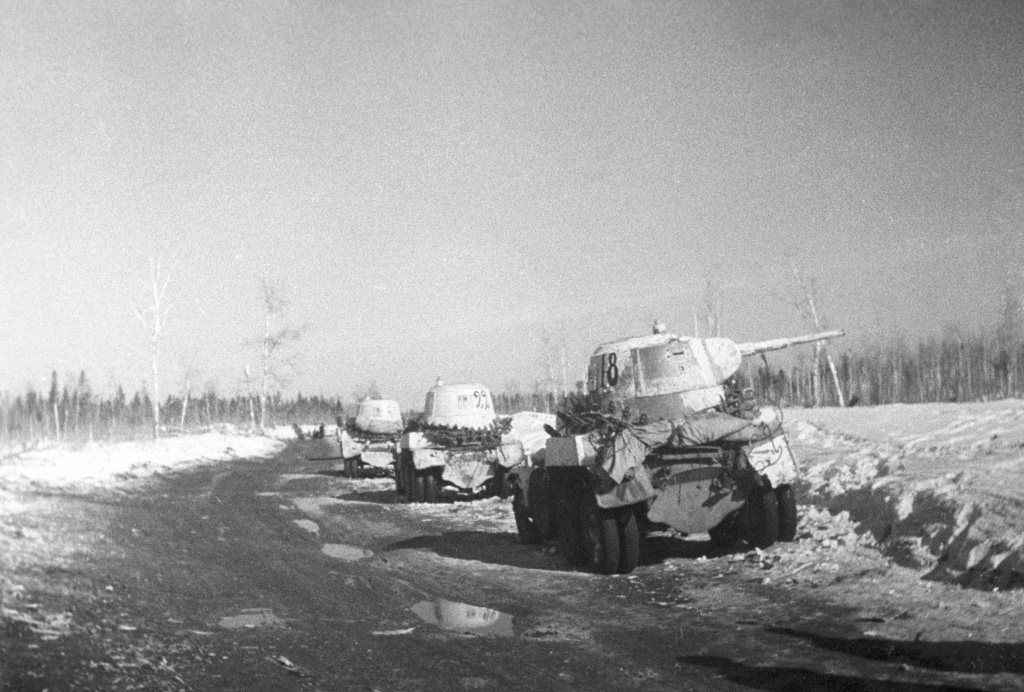
Columna de automóviles blindados BA-10M. en el Frente de Leningrado.

Frente del Noroeste, comandante - mariscal Semión Timoshenko, representante del Cuartel General del Mando Supremo - mariscal Gueorgui Zhúkov:
- 1.er Ejército de Choque, comandante - mayor general Gennadi Korotkov.[14]
- 11.° Ejército, comandante - teniente general Pável Kúrochkin.[15]
- 27.° Ejército, comandante - teniente general Serguéi Trofimenko.[16]
- 34.° Ejército, comandante - teniente general Anton Lopatin.
- 53.° Ejército, comandante - mayor general Evgeni Zhuravlev.[17]
- 6.º Ejército Aéreo - mayor general de aviación Fiódor Polynin.[18]

Grupo Especial del coronel general Mijaíl Jozin:
- 1.er Ejército de Tanques, comandante - teniente general Mijaíl Katukov.

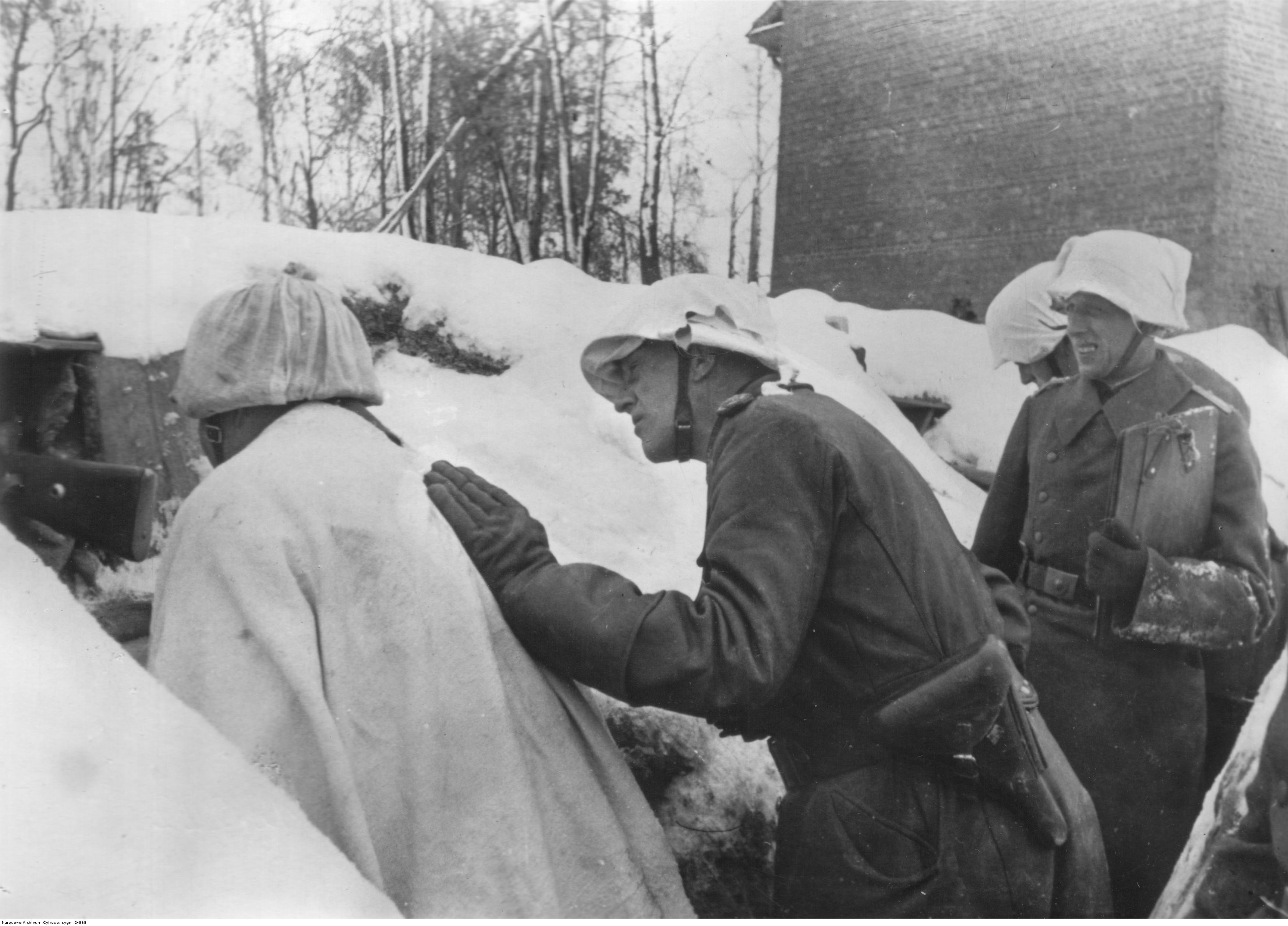
El general alemán Georg Lindemann comandante del 18.º Ejército inspecciona a sus tropas en las trincheras cerca de Leningrado

- 68.° Ejército, comandante - teniente general Fiódor Tolbujin.

Frente de Leningrado, comandante - coronel general Leonid Góvorov, representante del Cuartel General del Mando Supremo - mariscal Kliment Voroshílov:
- 55.º Ejército, comandante - mayor general Vladímir Svirídov.[20]
- 67.° Ejército, comandante - teniente general Aleksandr Cherepanov,[21] desde finales de febrero - mayor general Mijaíl Dujanov.[22]
- 13.° Ejército Aéreo, comandante - mayor general de aviación Stepan Ribalchenko.[23]

Frente del Vóljov, comandante - general de ejército Kiril Meretskov. 
- 2.º Ejército de Choque, comandante - teniente general Vladímir Romanovski (en el frente desde el 8 de marzo de 1943).
- 54.º Ejército, comandante - teniente general Aleksandr Sujomlin.[24]
- El general alemán Georg Lindemann comandante del 18.º Ejército inspecciona a sus tropas en las trincheras cerca de Leningrado8.° Ejército, comandante - teniente general Filipp Starikov
- 52.° Ejército, comandante - teniente general Vsévolod Yákovlev.[25]
- 14.° Ejército Aéreo, comandante - teniente general de aviación Iván Zhuravlev.[26]

### Wehrmacht
Grupo de Ejércitos Norte, comandante - mariscal de campo Georg von Küchler:
- 16.º Ejército, comandante - mariscal de campo (desde el 1 de febrero de 1943) Ernst Busch: 2.º, 10.º cuerpos de ejército, grupos operativos "Höne" y "Timana".
- 18.º Ejército, comandante - general de caballería Georg Lindemann: 1.º, 26.º, 28.º, 38.º, 50.º, 54.º cuerpos de ejército.
- 1.ª Flota Aérea, comandante - coronel general Alfred Keller.

## El desarrollo de las operaciones

### Ofensiva de los frentes de Leningrado y Vóljov, del 10 al 27 de febrero de 1943

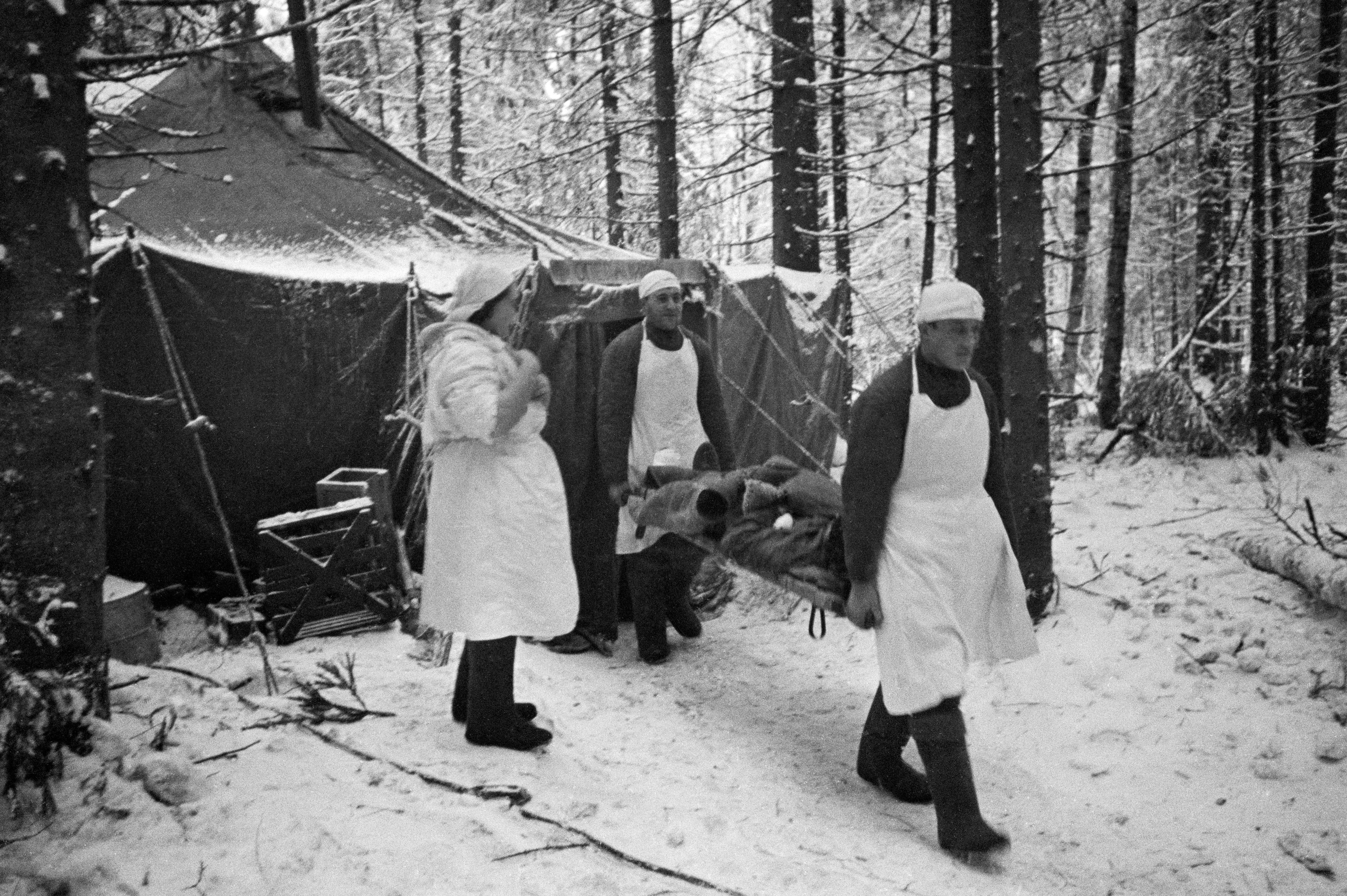
Un hospital de campaña soviético, en el sector del Frente del Vóljov, 1943

El 10 de febrero de 1943, las tropas de los frentes de Leningrado y Vóljov iniciaron la operación Tosno-Mginsky. Los ataques de flanqueo contra las tropas alemanas situadas en las inmediaciones de MGinsk fueron llevados a cabo por el 55.° Ejército del Frente de Leningrado desde el área de Krasni Bor - Ivanovskoye en las direcciones de Tosno y Mga y el 54.° Ejército del Frente del Vóljov desde el área de Smerdyn a través de Shapki en la dirección de Tosno, donde se planeó cerrar el cerco. Al mismo tiempo, las tropas del 67.º Ejército del Frente de Leningrado y el 2.º Ejército de Choque del Frente del Vóljov continuaron su ofensiva desde el norte.
Durante los combates, las tropas soviéticas no lograron sus objetivos, a pesar de una serie de éxitos locales (la liberación de Krasni Bor y de varios asentamientos, la eliminación del saliente alemán en el área de «Nevsky Pyatachok» unos 50 kilómetros al sureste de Leningrado, la captura de la central eléctrica del octavo distrito estatal). El corredor terrestre que unía Leningrado con el resto del país no se amplió, el cruce ferroviario estratégico de Mga y las alturas de Siniávino todavía continuaban bajo control alemán. Además, la ofensiva cerca de Leningrado no contribuyó a las acciones del Frente del Noroeste en la región de Demiansk. Reconociendo el fracaso de la operación, el Cuartel General del Mando Supremo (Stavka), mediante una directiva del 27 de febrero, ordenó a las tropas soviéticas que detuvieran temporalmente la ofensiva y se atrincheraran en las posiciones ocupadas.

### Ofensiva de Demiansk, del 15 al 28 de febrero de 1943
Aparentemente, el comando alemán asumió la posibilidad de una gran ofensiva soviética en el área de Demiansk. El 29 de enero de 1943 Hitler tomó la decisión de evacuar a las tropas de la cabeza de puente de Demiansk. Inmediatamente, el comando del 16.º Ejército comenzó a implementar el plan «Limpieza del ático» (en alemán: Entruempelung), que ya había sido preparado con antelación.
Las tropas del Frente del Noroeste debían pasar a la ofensiva el 19 de febrero. Debido al deterioro del clima, los ejércitos del frente y el Grupo Especial no tuvieron tiempo de concentrarse. El inicio de la operación se pospuso varios días. Sin embargo, en ese momento, fue obvio para el comando soviético que los alemanes comenzaban a retirarse del saliente de Demiansk. En esta situación, el mando soviético decidió lanzar una ofensiva con las tropas disponibles de inmediato.
El 15 de febrero, los ejércitos 11.º y 53.º lanzaron una ofensiva con el objetivo de cortar el «corredor Ramushevsky», y el 34.º Ejército lanzó una ofensiva al noreste de Demiansk. Debido a la feroz resistencia que encontraron, las tropas soviéticas no pudieron cortar el «corredor Ramushevsky» e impedir que los alemanes llevaran a cabo su plan de evacuación. El 22 de febrero, los alemanes abandonaron Demiansk. La situación tampoco cambió con la introducción de dos ejércitos en la batalla: el 27.º Ejército - en el área al sur de Stáraya Rusa y el 1.er Ejército de Choque - en la base del «corredor Ramushevsky». El 28 de febrero se detuvo la ofensiva sin alcanzar sus metas. El 1 de marzo, el comandante del 16.º Ejército anunció la finalización de la evacuación del II Cuerpo de Ejército del saliente de Demiansk. La retirada de las divisiones del II Cuerpo de Ejército permitió al mando alemán recuperar siete divisiones lo cual permitió reforzar significativamente las defensas alemanas en la zona, lo que cambió drásticamente la situación y puso en tela de juicio el plan original de la Operación Estrella Polar.
Por lo tanto, no se implementó el plan original de la operación. A pesar de esto, la eliminación de la «cornisa de Demiansk» eliminó la posibilidad teórica de una ofensiva alemana en dirección a Moscú.

### Corrección del plan original «Operación Estrella Polar»

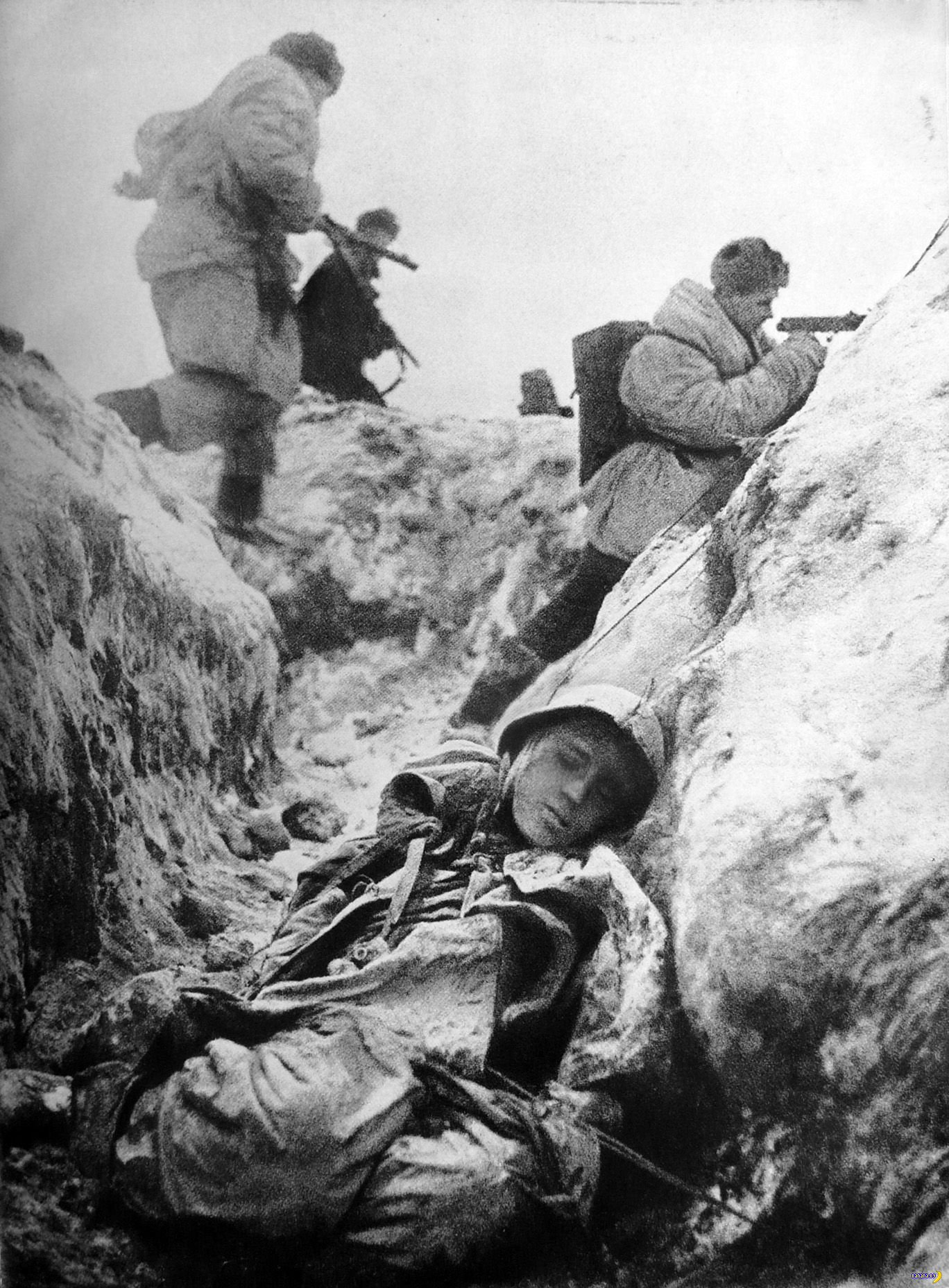
Tropas soviéticas asaltan las posiciones alemanas en el área de Leningrado

Durante la ofensiva soviética en dirección noroeste en febrero de 1943, los objetivos estipulados por el plan Estrella Polar no se alcanzaron. Sin embargo, el mando soviético decidió preparar una nueva ofensiva, pero con objetivos más modestos: liberar Stáraya Rusa y crear las condiciones previas para una ofensiva exitosa al sur del lago Ilmen, especialmente porque la iniciativa estratégica en el frente soviético-alemán estaba en manos del Ejército Rojo.
El 28 de febrero, el mariscal Zhúkov envió un informe a Stalin sobre la situación en el frente noroccidental. Teniendo en cuenta la situación y el clima dramáticamente cambiados, Zhúkov expresó su preocupación de que las tropas del Frente del Noroeste y el Grupo Especial de Fuerzas en caso de una ofensiva a gran escala aterrizarían «en los pantanos locales y terrenos difíciles, sin alcanzar su meta en la Operación Estrella Polar». Partiendo de esto, Zhúkov propuso «limitar la salida del NWF al río. Doblarse, rehusarse a poner en acción al grupo de Jozin, capturar Stáraya Rusa y preparar el área de salida para la ofensiva de primavera».
Para la ofensiva de primavera, se planeó reforzar el Grupo Especial con los ejércitos 34.º y 53.º El cuartel general del Mando Supremo (STAVKA)  estuvo de acuerdo con estas propuestas y la operación «Estrella Polar» en su forma original fue cancelada. Sin embargo, el mando soviético no iba a abandonar por completo los planes ofensivos. Se ordenó a las tropas del Frente del Noroeste que pasaran a la ofensiva en la región de Stáraya Rusa el 4 de marzo, y se ordenó a las tropas de los frentes de Leningrado y Vóljov el 14 de marzo con la misma tarea que antes: rodear a las tropas alemanas en el área de Mga. Esta vez, el plan preveía una cobertura menos profunda de las tropas alemanas y sin un ataque frontal a Siniávino desde el norte. Al mismo tiempo, el 52.º Ejército del Frente del Vóljov iba a llevar a cabo una ofensiva de distracción con objetivos limitados en Nóvgorod.

### Ofensiva de Stáraya Rusa, del 4 al 19 de marzo de 1943

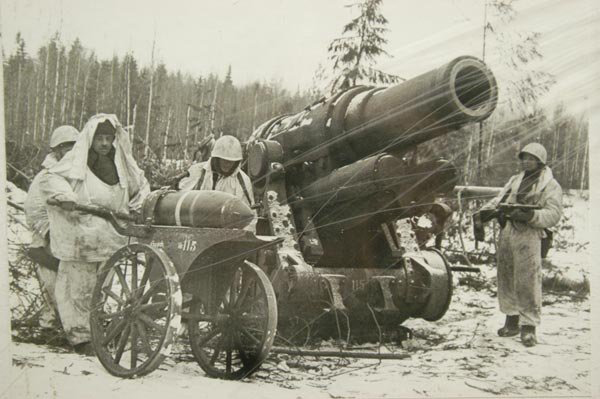
Soldados del Ejército Rojo disparando un mortero alemán capturado. 19 de enero de 1944.

El 5 de marzo de 1943, posponiendo el inicio de la ofensiva por un día, los 27.º y 1.º ejércitos de choque del Frente del Noroeste atacaron las posiciones alemanas, pero no lograron éxito.
Para entonces, la situación en el flanco sur del frente soviético-alemán ya había cambiado drásticamente: las tropas alemanas lanzaron una poderosa contraofensiva en la región de Járkov y Bélgorod (véase Batalla de Kursk). Incluso antes de que comenzara la operación, comenzó el redespliegue del 1.er Ejército de Tanques (Mijaíl Katukov) a la región de Kursk. Por Directiva del Cuartel General del Mando Supremo (Stavka) N.º 46068 de 8 de marzo, se disolvió todo el Grupo Especial del coronel general Mijaíl Jozin. El 13 de marzo, el mariscal Semión Timoshenko recibió la orden de transferir el mando al general Iván Kónev y volar inmediatamente a la región de Járkov.
A pesar de esto, el 14 de marzo, el 27.º Ejército asestó otro golpe a las fortificaciones alemanas al este de Stáraya Rusa, y los 11.º, 34.º y 53.º ejércitos atacaron posiciones alemanas al sur de Ramushev. El 18 de marzo, tras avanzar solo unos pocos kilómetros hasta el río Redya, las tropas soviéticas se vieron obligadas a detener la ofensiva.
El 52.° Ejército del Frente del Vóljov, que brindó apoyo directo al Frente del Noroeste, lanzó una ofensiva de distracción, en el área al sur de Nóvgorod el 14 de marzo. Al no tener suficientes fuerzas y medios, las tropas del 52.º Ejército no lograron el éxito y detuvieron la ofensiva el 27 de marzo. Para detener la ofensiva, el mando alemán se vio obligado a trasladar a este sector del frente dos divisiones de las regiones de Kirishi y Demiansk.

### Ofensiva de los frentes de Leningrado y Vóljov, del 19 de marzo al 2 de abril de 1943
A pesar del fracaso real de la Operación Estrella Polar, las tropas de los frentes de Leningrado y Vóljov lanzaron una nueva ofensiva el 19 de marzo de 1943.
El 55.º Ejército al mando de Vladímir Svirídov integrado en el Frente de Leningrado lanzó una ofensiva desde el área al sur de Krasni Bor. Después de duros combates contra las tropas del eje allí desplegadas, las tropas del 55.º Ejército fueron capaces de ocupar la localidad de Krasni Bor, pero no consiguieron avanzar más. El 8.º Ejército del Frente del Vóljov lideró una ofensiva contra el nudo ferroviario de Mga desde el área al sur de Gorodok. Después de tres días de combates, las tropas soviéticas avanzaron entre tres y cuatro kilómetros tierra adentro en un sector de siete kilómetros del frente. La ofensiva no avanzó más. El 2 de abril, el Cuartel General del Mando Supremo (Stavka) ordenó a las tropas de los frentes de Leningrado y Vóljov detener la ofensiva y ponerse a la defensiva.

## Resultados de la operación

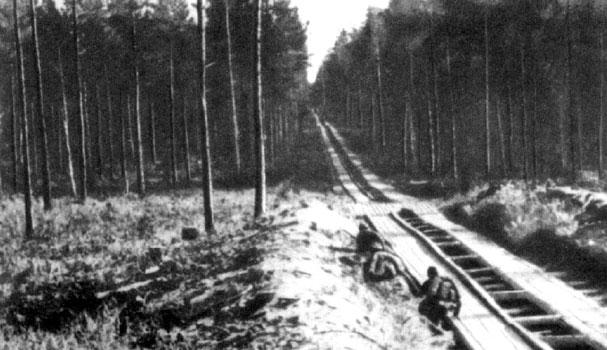
Un tramo de vía de la Carretera Militar del Frente del Vóljov, a través de una zona boscosa y pantanosa, cerca del lago Ládoga.

La ofensiva a gran escala desde el Lago de Ládoga hasta las estribaciones del Cáucaso por once frentes emprendida a principios de 1943, según el plan de la Stavka por las fuerzas de once frentes, de los que la Operación Estrella Polar formaba parte, no logró todos sus objetivos. El mando soviético, al igual que a principios de 1942, sobreestimó significativamente las capacidades del Ejército Rojo y subestimó las fuerzas enemigas. En la dirección noroeste, las tropas soviéticas llevaron a cabo varias operaciones ofensivas en febrero-marzo, pero no lograron resultados notables.
Durante la operación ofensiva de Demiansk del 15 al 28 de febrero de 1943, el saliente de Demiansk fue eliminada, lo que sin duda fue un éxito, pero las tropas alemanas que la defendían escaparon del cerco y lograron retirarse a posiciones preparadas con anterioridad, donde detuvieron la ofensiva posterior del Frente del Noroeste. El plan para una ofensiva en la retaguardia del Grupo de Ejércitos Norte alemán no se llevó a cabo.
Después de llevar a cabo la operación ofensiva Stáraya Rusa del 4 al 19 de marzo de 1943, las tropas soviéticas, habían sufrido pérdidas aun mayores, nuevamente no lograron prácticamente nada. Las operaciones ofensivas de los frentes de Leningrado y Vóljov no jugaron un papel notable en la implementación del plan «Estrella Polar». A pesar de varios éxitos locales, no se logró ninguno de los objetivos propuestos.
Si los fracasos de los frentes de Leningrado y Vóljov pueden explicarse parcialmente por el cansancio de las tropas después de la Operación Chispa, entonces las tropas del Frente Noroeste tenían suficientes fuerzas y medios para una ofensiva exitosa. Las razones del fracaso de la Operación Estrella Polar fueron: un mal mando, un cambio en la situación general en el frente soviético-alemán (que llevó al redespliegue de unidades a la región de Kursk), fallos de la inteligencia soviética (que no pudo informar sobre la evacuación de las tropas alemanas del saliente de Demiansk a tiempo), así como un cambio brusco en las condiciones climáticas.

Después de brillantes victorias en el Don y el Volga, los fracasos en este frente fueron deprimentes. Estaba claro que aquí no debería haberse iniciado una operación mayor ... Una vez más, la irritación se acumuló en mi alma contra quienes hicieron hermosos planes para la operación sin molestarse en estudiar las condiciones del terreno, rutas de comunicación, características climáticas ... en direcciones claramente poco prometedoras.
Mariscal de artillería Nikolái Vóronov.

## Pérdidas durante la ofensiva Estrella Polar

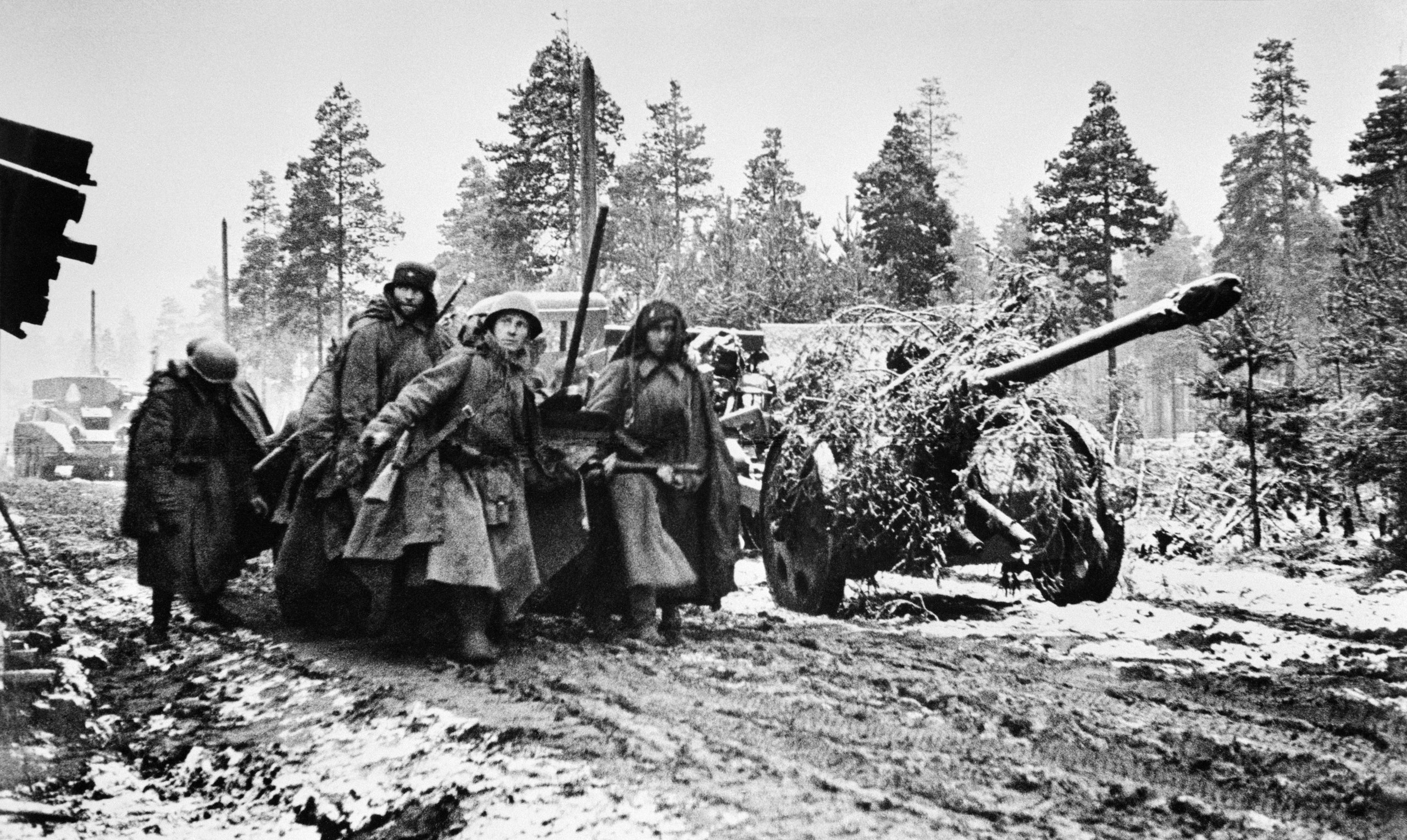
Soldados soviéticos transportan artillería camuflada a través de caminos embarrados.

### Pérdidas del Ejército Rojo
- Durante la operación ofensiva de Demiansk, en el período del 15 al 28 de febrero de 1943, las pérdidas de las tropas soviéticas ascendieron a 33.663 soldados (de las cuales 10.016 muertos y desaparecidos).[33]
- Durante la operación ofensiva de Stáraya Rusa, en el período del 4 al 19 de marzo de 1943, las pérdidas ascendieron a 103.108 soldados (de las cuales 31.789 muertos y desaparecidos).[33]
- Las pérdidas durante las hostilidades de los frentes de Leningrado y Vóljov en febrero-marzo de 1943 solo se pueden estimar aproximadamente, ya que las listas oficiales de operaciones de la Gran Guerra Patria no aparecieron en las operaciones militares cerca de Leningrado durante este período. Presumiblemente, ascendieron a: en febrero - alrededor de 100.000 soldados muertos y heridos (las pérdidas de los ejércitos 54.º y 55.º fueron de 40.000 soldados y las pérdidas del 2.º Ejército de Choque y del 67.º Ejército fueron de 60.000 soldados), entre marzo y principios de abril - alrededor de 60 000. Estos datos son consistentes con otras fuentes. Por ejemplo, el historiador estadounidense David M. Glantz estima las pérdidas del ejército soviético en estas operaciones en 150.000 soldados (de las cuales 35.000 son muertos y desaparecidos).[3]

En total, las pérdidas del Ejército Rojo en la operación «Estrella Polar» entre muertos, heridos y desaparecidos ascendieron a unos 280.000 soldados.

### Pérdidas del Ejército Alemán
Según los informes de pérdidas de los ejércitos alemanes, los ejércitos 16.º y 18.º en febrero perdieron 38.847 soldados muertos, heridos y desaparecidos, y en marzo, 39.268 soldados. Así, las pérdidas del Grupo de Ejércitos Norte en febrero-marzo de 1943 ascendieron a 78.115 soldados.

## Operación Estrella Polar en la historiografía

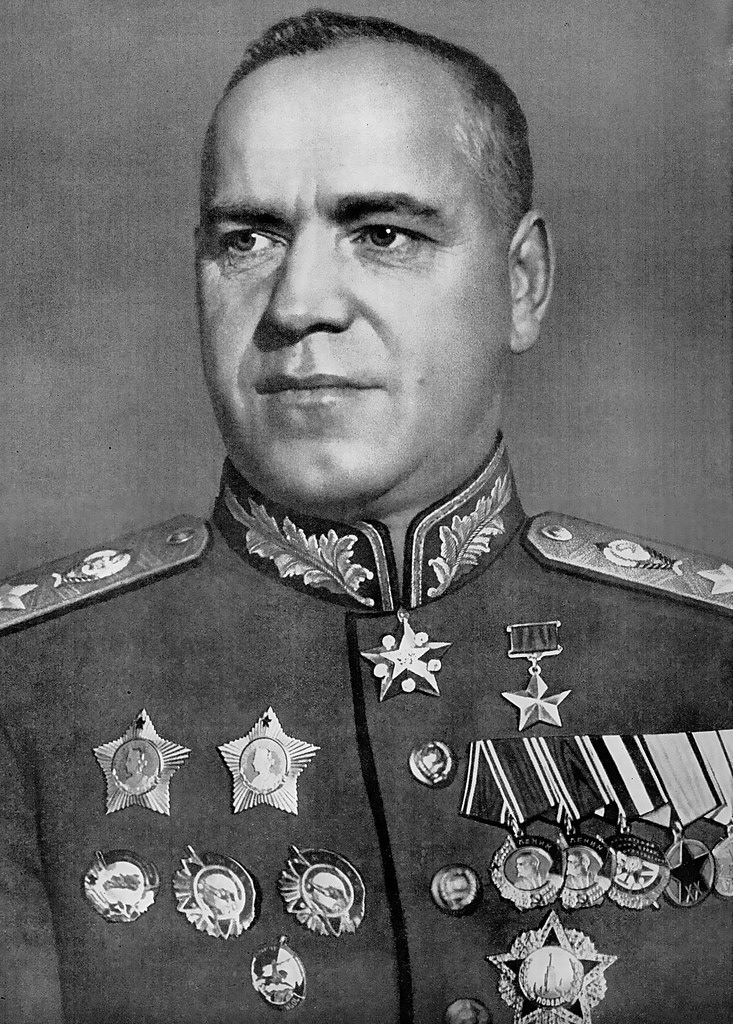
Mariscal Gueorgui Zhúkov, comandante soviético durante la Ofensiva Estrella Polar

El ambiguo resultado de la ofensiva general soviética a principios de 1943 dio lugar a diversas interpretaciones y valoraciones de estos acontecimientos en la historiografía soviética y luego rusa. Esto se aplica plenamente a las operaciones militares en la dirección noroeste, que aún no han recibido la cobertura adecuada.
En la literatura de memorias del período soviético, el concepto de la Operación Estrella Polar y el curso general de la ofensiva se citaron en las memorias del comandante del 1.er Ejército de Tanques, Mijaíl Katukov, y del mariscal de artillería Nikolái Vóronov. El mariscal Kiril Meretskov también mencionó la ofensiva del Frente del Noroeste en sus memorias:

El cuartel general delineó en el invierno de 1943 acciones coordinadas de cinco frentes: Central, Briansk, Oeste, Kalinin y Noroeste [...] Me gustó mucho el plan del Cuartel General, y seguí de cerca el progreso de la operación [...] lo desarrolló extremadamente lentamente. Esto fue especialmente molesto para nosotros, ya que este frente era nuestro vecino. Los nazis lograron salir de la cabeza de puente de Demyansk, reteniendo sus fuerzas principales y fortaleciéndolas en una nueva posición. Lo más triste fue que el Frente Noroeste no pudo alcanzar la retaguardia del 18.º ejército alemán y atacar al Grupo de Ejércitos fascista al norte del mariscal de campo Kühler. Como resultado, el frente de Vóljov  tuvo que abrirse paso desde el este en condiciones muy difíciles.
mariscal Kiril Meretskov.

Sin decir nada sobre el importante papel de los frentes Vóljov y Leningrado en la ofensiva estratégica en dirección noroeste, Meretskov califica las hostilidades cerca de Leningrado durante este período como una «serie de operaciones locales con tareas locales». En particular, no se mencionó la Operación Estrella Polar en las memorias del mariscal Zhúkov, quien limitó la descripción de su estancia en el Frente del Noroeste a principios de 1943 a apenas dos párrafos:

Como representante de la Stavka en aquel entonces, me encontraba con el Frente de Noroeste, que estaba mandado por el mariscal Timoshenko. tras haber alcanzado el río Lovat, nuestras fuerzas estaban preparadas para cruzar.
Stalin llamó al puesto de mando del Frente del Noroeste el 13 o el 14 de marzo. Le describí al Comandante Supremo la situación en el río Lovat y le dije que era imposible cruzarlo debido al temprano deshielo y a que era evidente que las tropas del Frente del Noroeste tendrían que cesar sus operaciones por un tiempo.
mariscal Gueorgui Zhúkov.

## Otros intentos de rodear el Grupo de Ejércitos Norte
La Operación Estrella Polar no fue el primero ni el último intento de derrotar al Grupo de Ejércitos Norte por parte de las tropas soviéticas rodeándolo y destruyéndolo pieza por pieza.
A fines de 1941, el comando soviético concibió por primera vez tal operación. Teniendo en cuenta la distancia relativamente pequeña entre el lago Ilmen y el lago Peipus suponía que las fuerzas del Frente Noroeste atacarían el flanco del grupo alemán desde el área de Stáraya Rusa hasta Pskov. Al cortar las principales comunicaciones de la agrupación alemana cerca de Leningrado y llegar a su retaguardia, se suponía que las tropas del Frente del Noroeste facilitarían en gran medida la tarea de los frentes de Vóljov y Leningrado. Sin embargo, este plan no se implementó a principios de 1942. El mando soviético volvió a este plan a principios de 1943, pero la Operación Estrella Polar terminó en fracaso.
En el otoño de 1943, el Estado Mayor desarrolló otra operación a gran escala. Ahora el golpe principal iba a ser llevado a cabo por el Frente Kalinin desde el área de Nével a través de Vítebsk hasta Riga, y de ese modo aislar al Grupo de Ejércitos Norte de Prusia Oriental. Luego, las fuerzas de los frentes Noroeste, Vóljov y Leningrado planearon empujar al enemigo hacia el Mar Báltico y destruirlo por completo. Sin embargo, esta vez tampoco fue posible implementar el plan.
A principios de 1944, como resultado de la Ofensiva de Leningrado-Novgorod las tropas soviéticas liberaron la región de Leningrado y alcanzaron las fronteras de las repúblicas bálticas, pero el enemigo nuevamente logró evitar el cerco y retuvo una parte significativa de su potencial de combate. En el verano de 1944, las tropas soviéticas emprendieron una serie de operaciones para liberar el Báltico, y en octubre, las tropas del Primer Frente Báltico, como resultado de la Batalla de Memel, llegaron al Mar Báltico y cerraron el cerco alrededor del Grupo de Ejércitos Norte. Las unidades de los ejércitos alemanes 16.º y 18.º, atrapadas en la Bolsa de Curlandia, se rindieron finalmente en mayo de 1945.